# Auerbach in der Oberpfalz
Auerbach in der Oberpfalz (amtsligt: Auerbach i.d.OPf.) er en by i Landkreis Amberg-Sulzbach i Oberpfalz i den tyske delstat Bayern ca. 45 km nordøst for Nürnberg. I og omkring bjergbyen Auerbach har der i århundreder, indtil 1987 været udvundet jernmalm.

## Inddeling
| - Auerbach - Bernreuth - Degelsdorf - Gunzendorf - Hagenohe - Hohe Tanne - Lehnershof - Leiten - Ligenz - Michelfeld - Mühldorf - Nasnitz - Neumühle - Niedernhof - Nitzlbuch | - Ohrenbach - Ortlesbrunn - Pferrach - Ranna - Ranzenthal - Reichenbach - Rußhütte - Saaß - Sackdilling - Sand - Staubershammer - Steinamwasser - Weidlwang - Welluck - Zogenreuth (ehemaliges Rittergut) |

## Historie
I 1119 grundlagde biskop Otto den Hellige fra Bamberg godt tre kilometer nordvest for den lille landsby Urbach Benediktinerklosteret Michelfeld som byen voksede op omkring.
Auerbach fik i 1314 af kejser Ludwig af Bayern stadsrettigheder. Kejser Karl 4. gjorde i 1373 byen til hovedstad for Neuböhmen.